# Gosia Andrzejewicz
Małgorzata Andrzejewicz (ur. jako Małgorzata Andrzejczuk 14 stycznia 1984 w Bytomiu) – polska piosenkarka, autorka tekstów i kompozytorka, której twórczość klasyfikowana jest jako pop, ballada, hip-hop, r&b, swing, muzyka elektroniczna, disco, house i dance-pop.
Zadebiutowała na rynku muzycznym w 2004. Od tamtej pory wydała pięć albumów studyjnych i wylansowała przeboje: „Pozwól żyć”, „Słowa”, „Trochę ciepła” czy „Otwórz oczy”. Otrzymała dwie złote płyty.
Laureatka nagród muzycznych, m.in. Eska Music Award w kategoriach Radiowy Debiut Roku, Superjedynki w kategoriach Wokalistka Roku oraz Debiut Roku czy VIVA Comet Award w kategoriach Charts Award za singiel „Pozwól żyć”. Zdobyła też nominacje m.in. do Fryderyka w kategorii Nowa Twarz Fonografii.
Materiały wideo na oficjalnym kanale Gosi Andrzejewicz w serwisie YouTube mają ponad 70 mln wyświetleń.

## Życiorys
W dzieciństwie uczyła się gry na fortepianie. Pierwsze utwory zaczęła pisać w okresie nauki w IV Liceum Ogólnokształcącym im. Bolesława Chrobrego w Bytomiu. Studiowała zarządzanie i marketing w Bielskiej Wyższej Szkole im. J. Tyszkiewicza.
Na początku kariery śpiewała w jazzowo-popowym zespole założonym przez studentów Akademii Muzycznej w Katowicach. Grupa zdobyła lokalną popularność, jednak wskutek nieporozumień Andrzejewicz opuściła zespół. Przed rozpoczęciem kariery muzycznej zmieniła nazwisko z Andrzejczuk na Andrzejewicz.
Zadebiutowała na rynku muzycznym w 2004 wydaną niezależnie płytą, zatytułowaną po prostu Gosia Andrzejewicz. Album promowała singlami: „Nieśmiały chłopak” i „Wielbicielka”. W 2005 towarzyszyła zespołowi Ivan i Delfin podczas występu w 50. Konkursie Piosenki Eurowizji w Kijowie, a także zaśpiewała gościnnie w nagraniach, m.in. „First Sight” projektu Bitter Sweet czy „Waiting for Love” Krista Van D. Z piosenką „Miłość” wygrała konkurs Rap Eskadra, organizowany przez WP oraz Radio Eska, dzięki czemu podpisała kontrakt z wytwórnią My Music.

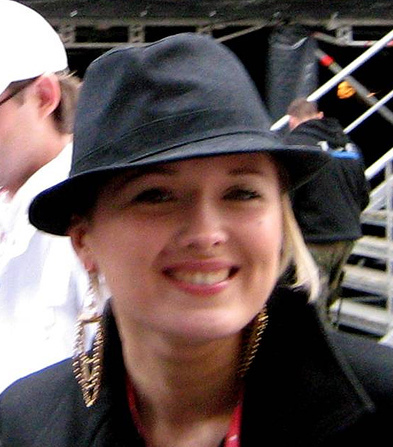
Andrzejewicz (2007)

W 2006 z utworem „Dangerous Game” startowała w białoruskich eliminacjach do 51. Konkursu Piosenki Eurowizji. Zajęła w nich przedostatnie, 14. miejsce. Kolejny wydany przez nią singiel, „Pozwól żyć”, stał się jej pierwszym ogólnopolskim przebojem i utorował drogę do dalszej kariery. W kwietniu ukazała się reedycja jej pierwszej płyty zatytułowana Gosia Andrzejewicz Plus, zawierająca dodatkowy krążek z nowymi utworami, w tym z „Pozwól żyć”. Album pokrył się złotem, a latem piosenka „Słowa” podbiła kolejne listy przebojów. Jesienią 2006 wydała album pt. Lustro, który zawierał singiel „Trochę ciepła”. Piosenka okazała się ogromnym sukcesem, a płyta powtórzyła sukces poprzedniej, stając się złotą. Andrzejewicz została uhonorowana nagrodami jako debiutantka roku na galach Złote Dzioby i Eska Music Awards.
W marcu 2007 wydała singiel „Lustro”, a miesiąc później premierę miało wydawnictwo The Best of Gosia Andrzejewicz, będące kompilacją utworów z poprzednich płyt. Następnie wydała teledysk do piosenki „Siła marzeń”, w którym odniosła się do jej ówczesnego konfliktu z nauczycielką śpiewu i krytykiem muzycznym, Elżbietą Zapendowską. Pojawiła się na składance Zimno? Przytul mnie!, firmowanej przez Radio Eska. Na płytę trafiły trzy jej piosenki, w tym kolejny hit – „Magia świąt”. Część dochodów ze sprzedaży płyty została przekazana na rzecz programu „Pajacyk” Polskiej Akcji Humanitarnej. Jeszcze w 2007 była jurorką w drugiej edycji programu muzycznego Viva Polska Shibuya.
W 2008, przybierając pseudonim Pearline, nagrała wokal do trzech piosenek na płytę You Can Dance DJ-a Remo, w tym m.in. do nagrania tytułowego. Również w 2008 uczestniczyła w trzeciej edycji programu rozrywkowego TVP2 Gwiazdy tańczą na lodzie, w którym wywołała kontrowersje potyczkami słownymi z Tomaszem Jacykowem, jednym z jurorów. W 2009 z duetem Kalwi & Remi nagrała klubową piosenkę „Lips”, która została zaprezentowana podczas targów muzycznych Midem w Cannes. W tym czasie zaśpiewała również w utworze „Taste Me All Day”, umieszczonym na kolejnej płycie DJ-a Remo. W sierpniu wydała swoją kolejną solową płytę, zatytułowaną Wojowniczka, którą utrzymała w repertuarze muzyki elektronicznej. Album promowany był przez single: „Zabierz mnie”, „Wojowniczka” i „Otwórz oczy”, który został wykorzystany w jednym z odcinków serialu Polsatu Przyjaciółki. W 2010 z piosenką „You” startowała w szwajcarskich eliminacjach do 56. Konkursu Piosenki Eurowizji, jednak nie zakwalifikowała się do finałowego etapu selekcji.

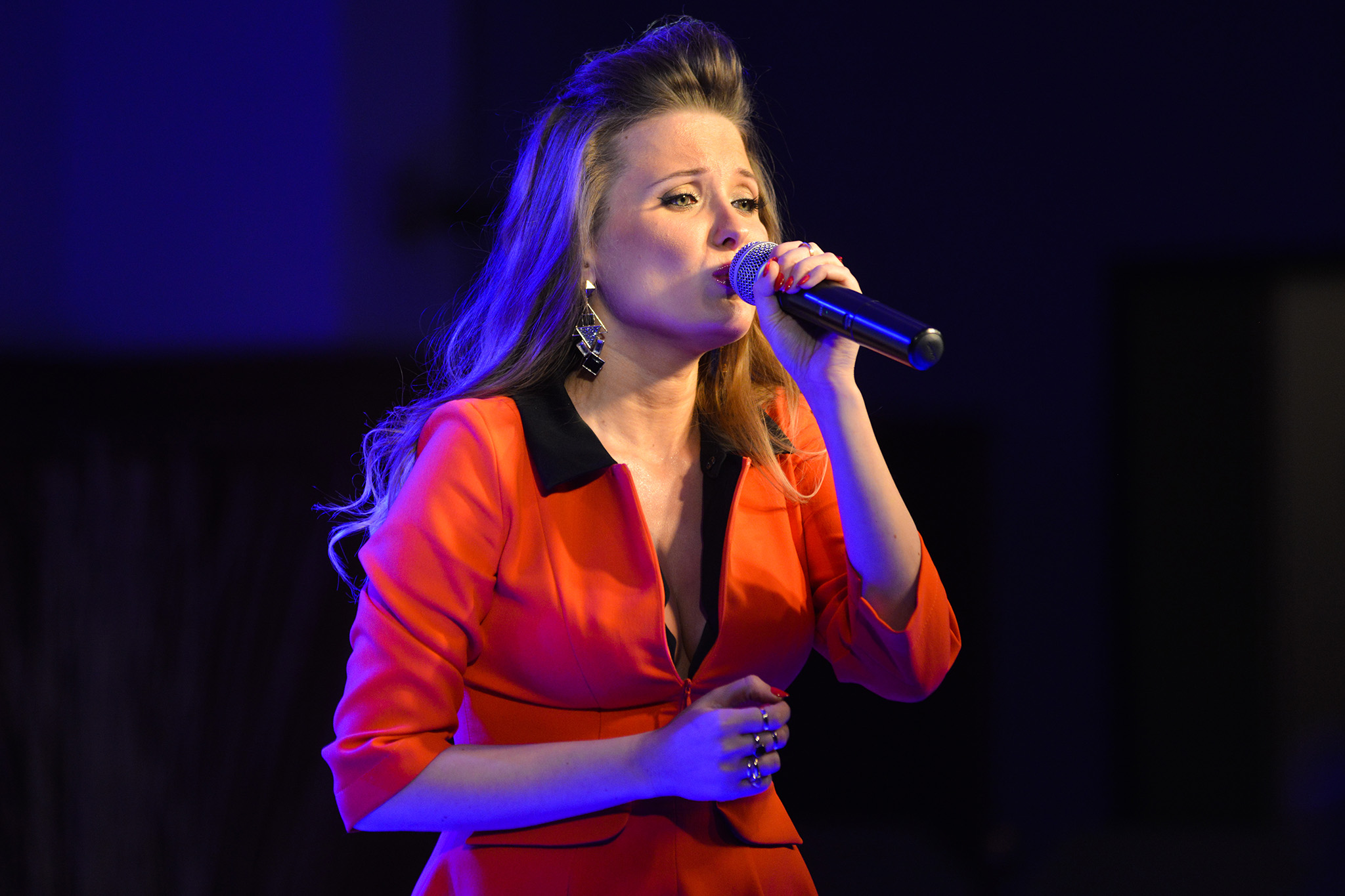
Andrzejewicz podczas koncertu w Bielsku-Białej (2014)

W lutym 2011, jako członkini krótkotrwałego projektu S#G Projects, wydała klubowy singiel „Contagious”. Wiosną 2012 w warszawskim klubie „Mirage” premierowo zaprezentowała taneczny singiel „Loverboy”, który nagrała w duecie z Dr. Albanem. Na początku sierpnia tego samego roku zaprezentowała balladę „Film”, do której teledysk wydała na początku sierpnia 2014. Jesienią 2012 wydała singiel „Choose to Believe”, w którym gościnnie pojawił się NatStar, zwycięzca ogłoszonego przez Andrzejewicz konkursu dla raperów.
25 listopada 2014 wydała dwupłytowy album pt. Film, który promowała singlami: „Ciszej”, „Klucz”, „Obiecaj mi” i tytułowym. W następnych latach wydała single „Moc” (2016), „Doceń to” (2017) i „Dlaczego” (2019). Jesienią 2020 zajęła trzecie miejsce w finale trzynastej edycji programu rozrywkowego Polsatu Twoja twarz brzmi znajomo, w następnych latach wystąpiła w dwóch bożonarodzeniowych odcinkach programu (2020, 2021). W kwietniu 2021 wydała singel „Delete”. W tym samym roku miała premierę piosenka „Nie będziesz szła sama”, nagrana z Mandaryną i Iną, która jest coverem utworu „Ja soszła s uma” zespołu Tatu oraz nowa wersja jej przeboju „Otwórz oczy”.
We wrześniu 2022 wydała singel „Tylko Mój”. 30 marca 2023 wydała wideoklip do piosenki „Na zawsze", a krótko po nim wraz ze St0nem opublikowała kolejny utwór „Soulmate”. 19 lipca wspólnie z Bajorsonem i Robertem Wiewiórą wydała wideoklip do singla „Nie mów mi”, który w tydzień po premierze przekroczył 500 tys. wyświetleń na YouTube oraz utrzymywał na trzecim ogólnopolskim miejscu na karcie na czasie. 6 sierpnia wystąpiła podczas trasy Roztańczona Polska TVP, na którym wykonała trzy utwory ze swojego repertuaru. 1 września wydała odświeżoną wersję singla „Wielbicielka". 31 stycznia 2024 wydała balladę „Intuicja”.

## Życie prywatne
Ma brata i siostrę. Jest związana z producentem muzycznym Arturem „St0ne” Kamińskim, z którym ma syna, Mateusza (ur. 2015).
Fascynuje się Włochami. Mówi biegle po włosku, a także angielsku.

## Dyskografia
- Gosia Andrzejewicz (2004)
- Lustro (2006)
- Wojowniczka (2009)
- Film (2014)

## Nagrody i nominacje
- 2005: I miejsce w plebiscycie Gwiazda Roku 2004 na portalu NetFan.pl[41]
- 2005: Nominacja w plebiscycie Przebój Roku 2004 za utwór „Wielbicielka” na portalu NetFan.pl[42]
- 2005: I miejsce w konkursie Rap Eskadra 3 za utwór „Miłość”[17]
- 2006: Złoty Dziób w kategorii Odkrycie Roku (wygrana)[43]
- 2007: VII miejsce w plebiscycie Przebój Roku 2006 RMF FM za „Trochę ciepła”, XIII miejsce za „Słowa” oraz XVII miejsce za „Pozwól żyć”[44]
- 2007: I miejsce w plebiscycie na Przebój 2006 Roku za „Trochę ciepła”, IV miejsce za „Słowa” oraz VII miejsce za „Pozwól żyć” na portalu NetFan.pl[45]
- 2007: Fryderyk w kategorii Nowa Twarz Fonografii (nominacja)[46]
- 2007: Nominacja w plebiscycie na najbardziej charyzmatyczną osobę na polskiej scenie muzycznej na portalu interia.pl[47]
- 2007: Mikrofon Popcornu w kategorii Wokalistka Roku 2006 (wygrana)
- 2007: Eska Music Award w kategoriach Radiowy Debiut Roku (wygrana)[48], Artystka Roku Polska (nominacja) oraz Hit Roku Pop za „Pozwól żyć” (nominacja)[49]
- 2007: Superjedynki w kategoriach Wokalistka Roku (wygrana), Debiut Roku (wygrana)[50], Przebój Roku za „Trochę ciepła” (nominacja) oraz Płyta Pop za Lustro (nominacja)[51]
- 2007: VIVA Comet Award w kategoriach Charts Award za „Pozwól żyć” (wygrana)[52], Artystka Roku (nominacja) oraz Image Roku (nominacja)[53]
- 2008: Mikrofon Popcornu w kategorii Wokalistka Roku 2007 (wygrana)
- 2008: Eurodanceweb Award za „You Can Dance” z DJ-em Remo (nominacja – XXXI miejsce)[54]
- 2010: Nominacja w konkursie OGAE Video Contest za teledysk „Wojowniczka”[55]
- 2010: Nominacja w plebiscycie Hit Wakacji za utwór „Wojowniczka” na portalu Onet.pl[56]